# Yutaka Tahara
Yutaka Tahara (født 27. april 1982) er en tidligere japansk fodboldspiller.
Han har spillet for flere forskellige klubber i sin karriere, herunder Kyoto Sanga FC og Shonan Bellmare.